# Artillery
Artillery es una banda de thrash metal danesa perteneciente al movimiento thrash metal activo en los años 1980, y fue partícipe en el desarrollo primigenio del género.
Su música, altamente enérgica, se caracterizó por el machaque de riffs y la velocidad, con un estilo propio, aunque también similar a otras bandas de la época, como Voivod, Coroner, Megadeth y Sabbat.
Durante la década de los 80 lanzaron tres álbumes y fueron muy activos en giras, se disolvieron en 1991. Luego, se reunieron en 1997 para, otra vez, separarse el 2000. Finalmente, se reunieron el 2007 para seguir juntos hasta la actualidad.

## Historia
La banda se formó en junio de 1982 en Taastrup, un suburbio de Copenhague, por el baterista Carsten Nielsen y el guitarrista Jørgen Sandau. Atillery compartió una sala de ensayo con Mercyful Fate y Metallica durante algún tiempo, tomando influencias de dichas bandas;. luego, tomaron su nombre de la canción "Heavy Artillery" de Tank, específicamente, del álbm "Filth Hounds of Hades". Luego de que varios músicos pasaran por la banda, esta quedó conformada por los mismos Sandau (guitarrista) y Nielsen (baterista) además del guitarrista Michael Stützer, el bajista Morten Stützer y el vocalista Carsten Lohmann; grabando los demos "We Are the Dead" (1983), "Shellshock" y "Deeds of Darkness" (1984).
El debut comercial vino a principios de 1985, cuando la canción "Hey Woman" se incluyó en el Volumen 1 de la serie de compilaciones "Speed Metal Hell", lanzados por la compañía New Renaissance Records; más tarde, también en dicho año, Carsten Lohmann abandonó la agrupación, siendo reemplazado por Flemming Rönsdorf, grabando un cuarto demo "Fear Of Tomorrow", el cual también sería el título de su primer disco, luego de haber firmado con Neat Records. En 1988, Quorthon de Bathory contactó a Nielsen para tocar en su banda, Nielsen rechazó la invitación, dado que pensó que Artillery tendría más éxito que ellos.
Su segundo álbum, "Terror Squad", fue lanzado en 1987.

## Miembros
- Morten Stützer:	 Guitarra lead, bajo [1982 - 1992] (1998-presente)
- Michael Stützer:	 Guitarra lead (1982-1990) (1998-presente)
- Peter Thorslund:	 Bajo (1988-1992, 2007-presente)
- Josua Madsen:	 Batería (2012-presente)
- Michael Bastholm Dahl Vocal (2012-presente)

## Discografía

### Álbumes de estudio
- 1985: "Fear of Tomorrow" (Neat Records)
- 1987: "Terror Squad" (Neat Records)
- 1990: "By Inheritance" (Roadrunner Records)
- 1999: "B.A.C.K." (Die Hard Music)
- 2009: "When Death Comes" (Metal Mind Productions)
- 2011: "My Blood" (Metal Mind Productions)
- 2013: "Legions" (Metal Blade Records)
- 2016: "Penalty by Perception" (Metal Blade Records)
- 2018: "The Face of Fear" (Metal Blade Records)
- 2021: "X" (Metal Blade Records)

### Recopilaciones
- 1998: "Deadly Relics"
- 2007: "Through The Years" (Boxed Set)
- 2009: "One Foot In The Grave" (Live)

### Demos y promos
- 1982 – We Are The Dead – demo
- 1984 – Shellshock – demo
- 1984 – Deeds Of Darkness – demo
- 1985 – Fear Of Tomorrow – demo
- 1989 – 1989 promo – promo
- 1991 - The Mind Factory - demo

### Relanzamientos
- 1998 – Terror Squad – reissue CD (Axe Killer)
- 1998 – Deadly Relics – CD (Mighty Music)

### DVD
- 2008 - One Foot on the Grave